# Agnethe Siquans
Agnethe Siquans (* 1971 in Wien) ist eine österreichische römisch-katholische Theologin und Hochschullehrerin.

## Leben
Seit 1989 studierte sie selbständige Religionspädagogik und Fachtheologie an der Universität Wien. Sie schrieb ihre Diplomarbeit über das Esterbuch (1995). Ein Unterrichtspraktikum absolvierte sie im AHS-Bereich 1999/2000. Nach der Dissertation Der Deuteronomiumkommentar des Theodoret von Kyros (Promotion im Sommersemester 2001) war sie ab Juni 2001 Vertragsassistentin am Institut für Alttestamentliche Bibelwissenschaft der Universität Wien. Seit der Habilitation Die alttestamentlichen Prophetinnen in der patristischen Rezeption: Texte – Kontexte – Hermeneutik (2010) ist sie seit dem 1. Oktober 2010 außerordentliche Universitätsprofessorin und seit dem 1. Juli 2019 Universitätsprofessorin am Institut für Alttestamentliche Bibelwissenschaft der Katholisch-Theologischen Fakultät der Universität Wien.
Ihre Forschungsschwerpunkte sind genderbewusste Exegese, innerbiblische Exegese, Rezeption des Alten Testaments in der Bibelauslegung der Kirchenväter sowie patristische Bibelauslegung und Midrasch.
Siquans ist zudem Vizepräsidentin der European Society of Women in Theological Research, Vorsitzende der Arbeitsgemeinschaft der Assistentinnen und Assistenten an bibelwissenschaftlichen Instituten in Österreich (ArgeAss) sowie Mitherausgeberin der „Protokolle zur Bibel“.
Sie ist verheiratet, hat drei Kinder und wohnhaft in Wolkersdorf im Weinviertel.

## Schriften (Auswahl)
- Der Deuteronomiumkommentar des Theodoret von Kyros (= Österreichische biblische Studien. Band 19). Lang, Frankfurt am Main 2002, ISBN 3-631-38868-3 (zugleich Dissertation, Wien 2001).
- Die alttestamentlichen Prophetinnen in der patristischen Rezeption. Texte – Kontexte – Hermeneutik  (= Herders biblische Studien. Band 65). Herder, Freiburg im Breisgau 2011, ISBN 3-451-33187-X (zugleich Habilitationsschrift, Wien 2010).
- als Herausgeberin: Biblical women in patristic reception (= Reading scripture in Judaism and Christianity. Band 5). Vandenhoeck & Ruprecht, Göttingen/Bristol 2017, ISBN 3-525-55270-X.